# Fernão Ferro
Fernão Ferro é uma freguesia portuguesa do Município do Seixal, com 25,26 km² de área e 20 754 habitantes (censo de 2021), tendo, por isso, uma densidade populacional de 821,6 hab./km².

## História
Foi oficialmente criada em 27 de maio de 1993, por desmembramento das freguesias da Aldeia de Paio Pires, Amora e Arrentela.

## Geografia
Esta freguesia é composta pelas localidades de Fernão Ferro, Pinhal do General, Redondos, Quinta das Laranjeiras, Flor da Mata, parte dos Foros da Catrapona, Quinta da Lobateira, Quinta dos Morgados e Vila Alegre. Fernão Ferro confina a norte com as freguesias de Aldeia de Paio Pires, Arrentela e Amora, e a sul com a freguesia de Quinta do Conde, do município de Sesimbra.
Fernão Ferro tem como código postal 2865 Fernão Ferro.

## Demografia
A população registada nos censos foi:
| Distribuição da População por Grupos Etários | Distribuição da População por Grupos Etários | Distribuição da População por Grupos Etários | Distribuição da População por Grupos Etários | Distribuição da População por Grupos Etários |
| -------------------------------------------- | -------------------------------------------- | -------------------------------------------- | -------------------------------------------- | -------------------------------------------- |
| Ano                                          | 0-14 Anos                                    | 15-24 Anos                                   | 25-64 Anos                                   | > 65 Anos                                    |
| 2001                                         | 1660                                         | 1486                                         | 6046                                         | 1561                                         |
| 2011                                         | 2799                                         | 1635                                         | 9398                                         | 3227                                         |
| 2021                                         | 3429                                         | 2090                                         | 10734                                        | 4501                                         |

## Associações / Coletividades
- Associação dos Escoteiros de Portugal, Grupo 269 - Fernão Ferro.(https://www.facebook.com/aepfernaoferro/)
- Associação de moradores dos Redondos- BI-campeões distritais na modalidade de ginástica acrobática nos anos de 2015 e 2016.
- A.R.P.I.F.F. -  Associação de Reformados, Pensionistas e Idosos de Fernão Ferro (http://www.arpiff.pt/).
- URJFF - União Recreativa Juventude de Fernão Ferro (https://uniaorjff.wixsite.com/urjff)

## Equipamentos de saúde
Centros de Saúde (Estado)
- Extensão de saúde de Fernão Ferro;

Saúde privada
- No setor privado existe uma ampla oferta de empresas que prestam cuidados de saúde.

Farmácias
- A freguesia de Fernão Ferro tem três farmácias[carece de fontes?]. Estas farmácias efetuam serviços de reforço.